# Барабановка (Красноярский край)
Барабановка — деревня в Ачинском районе Красноярского края России. Входит в состав Ястребовского сельсовета. 

## География
Находится на берегу одноимённой реки, примерно в 19 км к юго-востоку от районного центра, города Ачинск, на высоте 321 метра над уровнем моря.
Осевая улица деревни - Центральная.

### Уличная сеть
Уличная сеть на 2013 год состояла из 2 улиц и 1 переулка.

## Население
| 1989 | 2002 | 2010 |
| ---- | ---- | ---- |
| 90   | ↘87  | ↘68  |

Гендерный состав
По данным Всероссийской переписи в 2010 году 37 мужчин и 31 женщина из 68 чел..

## Инфраструктура
Личное подсобное хозяйство с зоной сельскохозяйственного использования, индивидуальная застройка усадебного типа.
Основа экономики — сельское хозяйство.

## Транспорт
Деревня доступна автотранспортом. Остановка общественного транспорта «Барабановка». 